# Deichmanske bibliotek
Die Deichmanske bibliotek gehört zu den ältesten öffentlichen Bibliotheken Norwegens und ist die größte öffentliche Bibliothek des Landes. Sie ist heute die Stadtbibliothek von Oslo.

## Geschichte

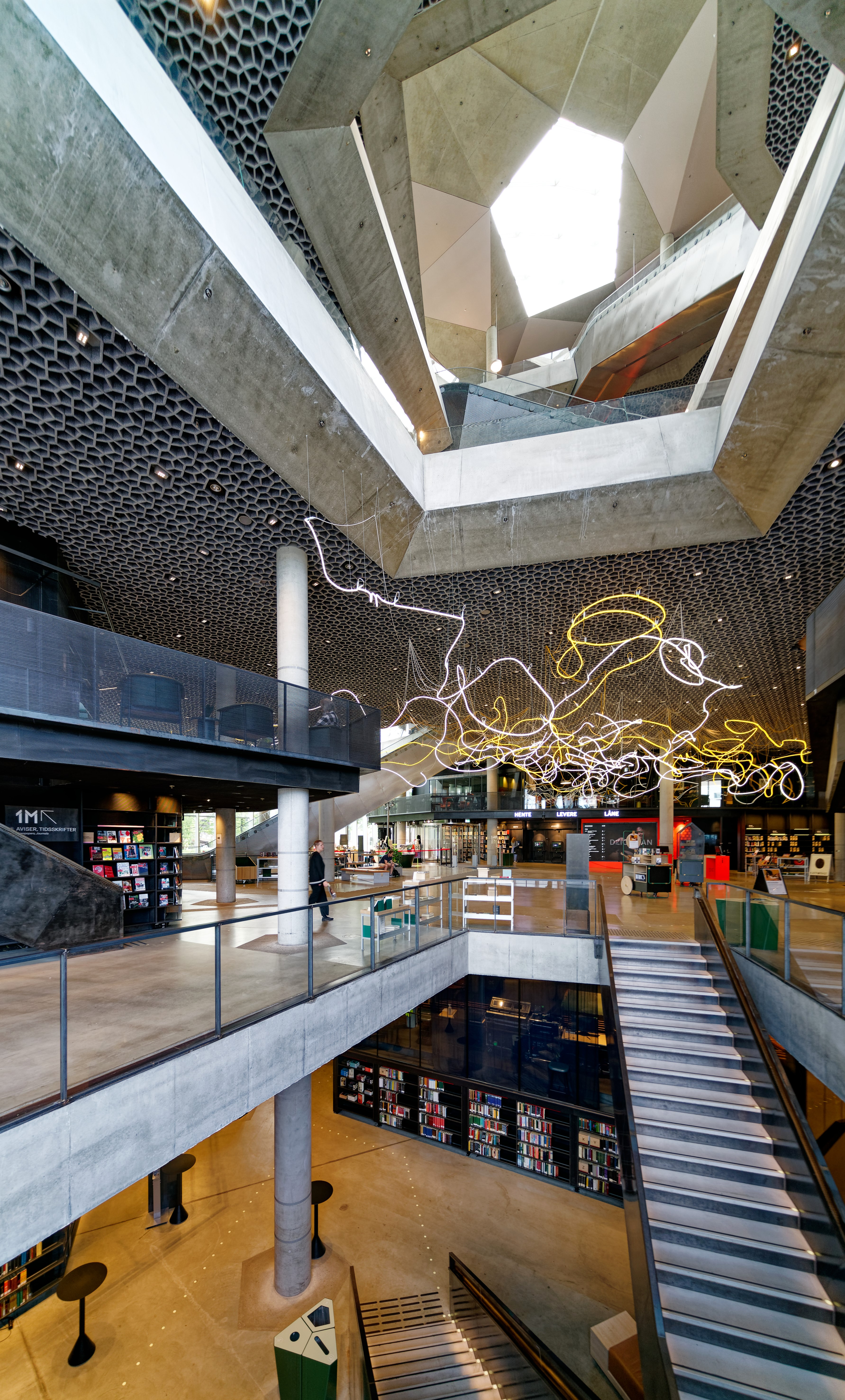
Blick in die Bibliothek.

Im Jahre 1780 vermachte der Fabrikbesitzer und Kanzleirat Carl Deichman seine Bibliothek mit ungefähr 6000 Bänden und 2000 Riksdaler als Kapital der Bevölkerung Christianias, wie Oslo damals hieß. Dies entsprach dem damaligen Geist der Aufklärung, die sich eine Bildung breiter Bevölkerungsschichten zum Ziel gesetzt hatte. Die Bibliothek wurde am 12. Januar 1785 eröffnet.
Carl Deichmans Nachlass umfasste neben den Büchern auch Manuskripte, Diplome, Karten, eine Münzsammlung und Antiquitäten. Eines der Prachtexemplare der Bibliothek ist die Bibel des norwegischen Erzbischofs Aslak Bolt (1430–1450). 
Es gab damals viele Leihbibliotheken in der Stadt. Diese verlangten aber einen Mitgliedsbeitrag und eine Ausleihgebühr für jede Ausleihe. Wenn die Beträge auch nicht hoch waren, so konnten sich die Ärmsten die Ausleihe doch nicht leisten. Die Ausleihe aus der Deichmann'schen Bibliothek war jedoch kostenlos. Gleichwohl wurde von ihr nicht oft Gebrauch gemacht, denn die gesammelten Bücher waren meist auf Deutsch, Französisch, Latein und eine geringere Zahl auf Dänisch geschrieben. Außerdem handelte es sich vorwiegend um Fachliteratur. Viele Bücher befassten sich mit religiösen Themen. Dazu kamen Fachbücher aus den Gebieten Handwerk und Geschichte oder Gesetzessammlungen. Als die Bibliothek eröffnet wurde, hatte sie wenig gemein mit den öffentlichen Bibliotheken der Gegenwart. Die Entleiher gehörten eher zur gebildeten Oberschicht.

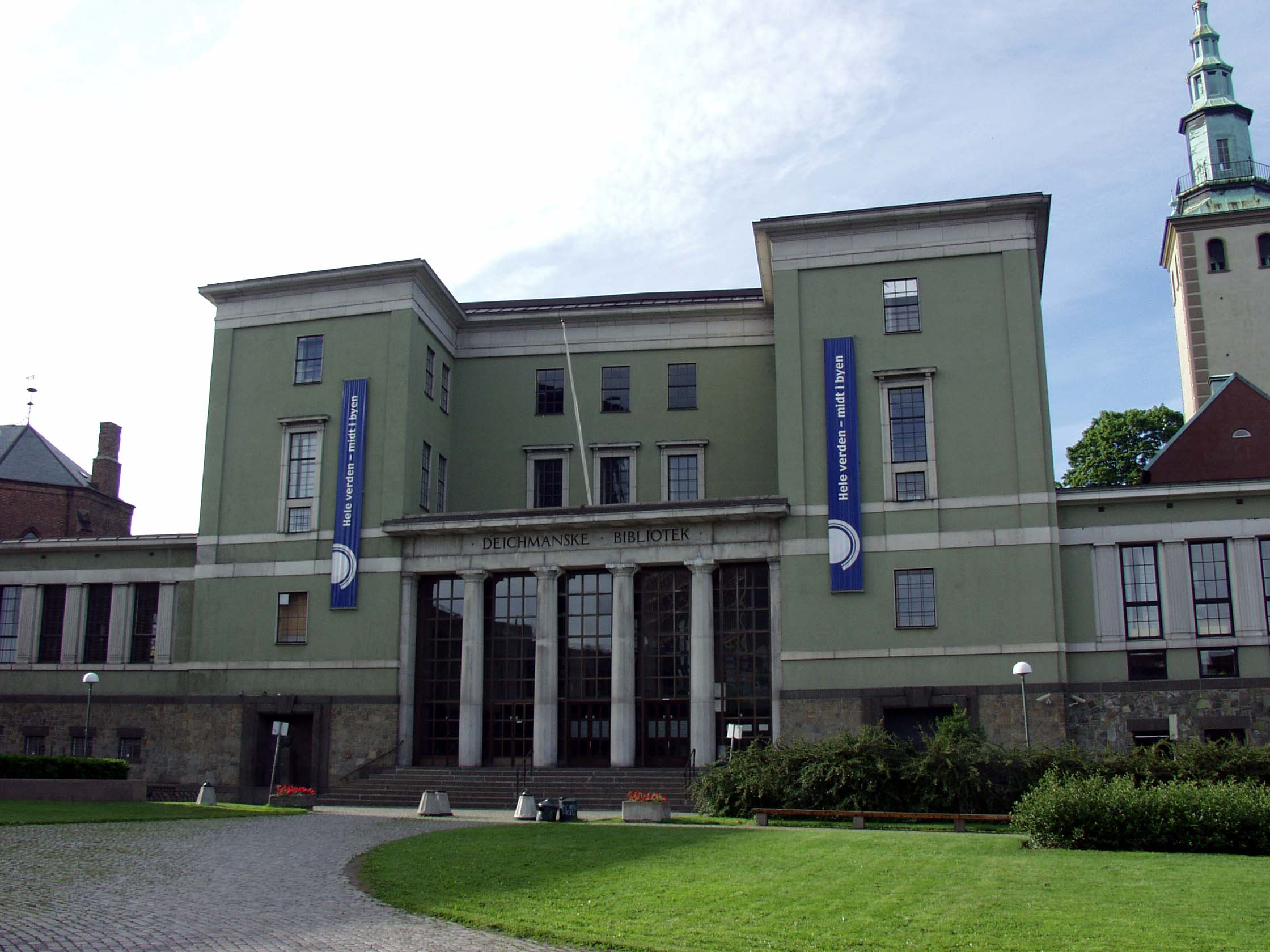
Altes Hauptgebäude der Deichmannsche Bibliothek in Hammersborg.

Im 19. Jahrhundert kam es zur Stagnation, als die privaten Lesezirkel in Mode kamen. Als der Rektor der Kathedralschule in Oslo Jacob Rosted auch Direktor der Bibliothek wurde, wurde die Deichmannsche Bibliothek 1802 mit der Bibliothek der Kathedralschule zusammengelegt. So wurde sie bis zur Mitte des 19. Jahrhunderts Schulbibliothek. Erst danach erhielt sie ein eigenes Gebäude. 
Als Haakon Nyhuus die Leitung übernahm und einige Änderungen nach amerikanischem Vorbild vornahm, kam es zu neuem Aufschwung. So wurde die Deichmannsche Bibliothek zur führenden Bibliothek in ganz Skandinavien. 1914 bezog die Abteilung „Grünerløkka filial“ ein neues Haus am Schous plass im Stadtteil Grünerløkka, das speziell für die Bedürfnisse einer Bibliothek gebaut worden war. 1933 wurde in Hammersborg das neu gebaute Haupthaus in neuklassischem Stil eröffnet. Die Nachkriegszeit, besonders die 1960er und 1970er Jahre, wurde durch die Ausweitung des Filialnetzes geprägt. Danach wurde die elektronische Bibliotheksverwaltung aufgebaut.

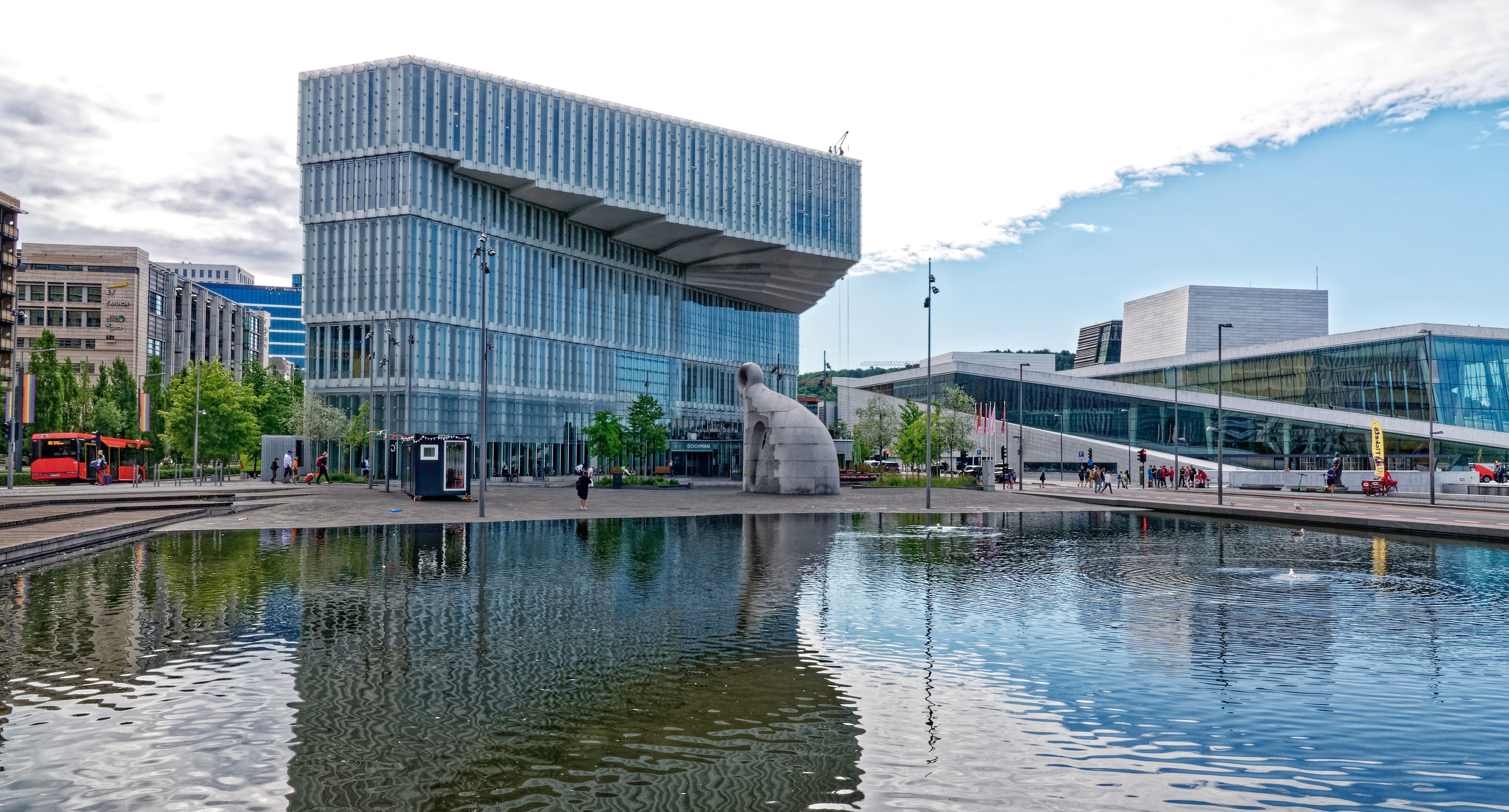
Das neue Hauptgebäude der Stadtbibliothek, rechts das Opernhaus

Ein neues Hauptgebäude der Bibliothek, genannt Deichman Bjørvika, entstand nach dem Entwurf der norwegischen Architekturbüros Lund Hagem Arkitekter und Atelier Oslo im neuen Stadtteil Bjørvika in Nachbarschaft zum neuen Opernhaus und zum neuen Munch-Museum. Die Bauarbeiten begannen 2014 und waren im Dezember 2019 abgeschlossen. Die Bibliothek wurde im Juni 2020 eröffnet.

## Future Library
In dem Neubau der Deichmanske Bibliothek wurde ein Raum von der norwegischen Künstlerin Katie Paterson gestaltet. Er beherbergt als künstlerisches Projekt die Future Library (auf Deutsch: die Zukunftsbibliothek), die Texte sammelt, welche erst einhundert Jahre nach Beginn des Neubaus der Bibliothek veröffentlicht werden. Die erste Schriftstellerin, die einen Text für die Future Library gespendet hat, war die Schriftstellerin Margaret Atwood. Die Übergabe des Texts, der erst im Jahre 2114 gedruckt werden wird, fand am 26. Mai 2015 statt.

## Bibliotheks-IT
Auf Grundlage des Open Source Bibliothekssystems Koha betreibt und entwickelt die Deichmanske Bibliothek eine in der Katalogisierung und bibliographischen Datenspeicherung stark auf die Verwendung von Linked Open Data ausgelegte Bibliothekssoftware.

## Erläuterungen
1. ↑  Der „Kanzleirat“ war zu dieser Zeit nur noch ein Titel ohne besondere Funktion. Er stand unter dem Justizrat und befand sich bei Hofe in der 6. Rangklasse.
2. ↑  Website der Future Library.
3. ↑  Margaret Atwood stiftet Manuskript für Roman der Zukunft. In: DRadio Wissen. 26. Mai 2015. Abgerufen am 4. Juni 2015.
4. ↑  Katja Rother: Potenziale von Linked Open Data in Öffentlichen Bibliotheken, Hannover 2016, S. 33 ff.
5. ↑  GitHub-Repository des Deichmanske bibliotek Library System Extend

Koordinaten: 59° 54′ 31,4″ N, 10° 45′ 8,9″ O